# Paul Daxhelet
Paul Alfred Marie Daxhelet, né le 25 novembre 1905 à Liège fils de Paul Joseph Hubert Daxhelet et de Louise Marie Céline Crahay, et mort le 3 octobre 1993 à Liège, est un peintre et graveur belge.
Formé à l'académie des beaux-arts de Liège, Paul Daxhelet développe dans les années 1930 une œuvre où les thèmes sportifs dominent, notamment la boxe que le peintre pratique par ailleurs. Après la Deuxième Guerre mondiale, Daxhelet devient le peintre de l'exotisme colonial ; il ramène de ses nombreux voyages, au Congo belge, puis en Inde, en Extrême-Orient, en Amérique du Sud, en Polynésie et au Sénégal, des croquis et dessins d'où il tire, en multiples variantes, des tableaux où règnent la couleur et le mouvement.
Il est inhumé au Cimetière de Robermont à Liège.

## Collections publiques
- Arlon, Musée Gaspar (collections de l'Institut archéologique du Luxembourg)[1].